# Seconda Divisione FIDAF 2016
La Seconda Divisione FIDAF 2016 è la 9ª edizione del campionato di football americano di Seconda Divisione organizzato dalla FIDAF (33ª edizione del campionato di secondo livello). Vi partecipano 25 squadre. Il campionato è diviso in cinque gironi, formati da 5 team ciascuno.

## Squadre partecipanti
Le modifiche nell'organico rispetto all'edizione 2015 sono le seguenti:
- i Chiefs Ravenna sono stati promossi dalla Terza Divisione in quanto vincitori del Nine Bowl;
- Gladiatori Roma, Hammers Monza Brianza, Red Jackets Sarzana e Veterans Grosseto sono saliti dalla Terza Divisione;
- i Vipers Modena sono stati ripescati dalla Terza Divisione a completamento organici;
- Hurricanes Vicenza, Islanders Venezia e Redskins Verona sono scesi in Terza Divisione;
- i Guelfi Firenze sono stati promossi in Prima Divisione (ripescati a completamento organici);
- i Cardinals Palermo non partecipano ai campionati;
- i Titans Romagna e gli Angels Pesaro partecipano con una squadra congiunta.

| Club                          | Città                      | Stadio                           | Sponsor ufficiale | Risultato nella stagione 2015                                                             |
| ----------------------------- | -------------------------- | -------------------------------- | ----------------- | ----------------------------------------------------------------------------------------- |
| Barbari Roma Nord             | Roma                       |                                  |                   | 3º posto in regular season Seconda Divisione (girone A)                                   |
| Bengals Brescia               | Brescia                    |                                  |                   | Quarti di finale                                                                          |
| Blacks Rivoli                 | Rivoli (TO)                |                                  |                   | Vicecampioni Seconda Divisione                                                            |
| Blue Storms Busto Arsizio     | Busto Arsizio (VA)         |                                  |                   | Quarti di finale                                                                          |
| Cavaliers Castelfranco Veneto | Castelfranco Veneto (TV)   |                                  |                   | Quarti di finale                                                                          |
| Chiefs Ravenna                | Ravenna                    |                                  |                   | Campioni Terza Divisione                                                                  |
| Crusaders Cagliari            | Cagliari                   |                                  |                   | 4º posto in regular season Seconda Divisione (girone A)                                   |
| Daemons Martesana             | Cernusco sul Naviglio (MI) | Centro Sportivo Scirea           |                   | 3º posto in regular season Seconda Divisione (girone C)                                   |
| Draghi Udine                  | Udine                      |                                  |                   | 5º posto in regular season Seconda Divisione (girone D)                                   |
| Elephants Catania             | Catania                    |                                  |                   | Semifinali                                                                                |
| Frogs Legnano                 | Legnano (MI)               |                                  |                   | 5º posto in regular season Seconda Divisione (girone C)                                   |
| Gladiatori Roma               | Roma                       |                                  |                   | Quarti di conference Terza Divisione                                                      |
| Hammers Monza Brianza         | Desio (MB)                 |                                  |                   | Wild card Terza Divisione                                                                 |
| Hogs Reggio Emilia            | Reggio Emilia              |                                  |                   | Campioni Seconda Divisione                                                                |
| Legio XIII Roma               | Roma                       |                                  |                   | 5º posto in regular season Seconda Divisione (girone A)                                   |
| Mastini Verona                | Verona                     |                                  |                   | 4º posto in regular season Seconda Divisione (girone E)                                   |
| Muli Trieste                  | Trieste                    |                                  |                   | Ottavi di finale                                                                          |
| Red Jackets Sarzana           | Sarzana (SP)               |                                  |                   | Semifinali di conference Terza Divisione                                                  |
| Saints Padova                 | Padova                     | Stadio Plebiscito                |                   | 3º posto in regular season Seconda Divisione (girone D)                                   |
| Seahawks Bologna              | Bologna                    |                                  |                   | 5º posto in regular season Seconda Divisione (girone B)                                   |
| Skorpions Varese              | Varese                     |                                  |                   | 4º posto in regular season Seconda Divisione (girone C)                                   |
| Storms Pisa                   | Pisa                       |                                  |                   | 4º posto in regular season Seconda Divisione (girone B)                                   |
| U.T.A. Forlì-Pesaro           | Forlì                      |                                  |                   | Ottavi di finale (Titans)/3º posto in regular season Seconda Divisione (girone B; Angels) |
| Veterans Grosseto             | Grosseto                   |                                  |                   | Vicecampioni Terza Divisione                                                              |
| Vipers Modena                 | Modena                     | Stadio di Via degli Orti, Modena |                   | 4º posto in regular season Terza Divisione (girone E)                                     |

## Stagione regolare

### Calendario

#### 1ª giornata
| Pescantina 27 febbraio 2016, ore 20:30 CEST | Mastini Verona | 0 – 19 (0-6 0-10 0-0 0-3) | Saints Padova | C.S. Comunale |

| Roma 27 febbraio 2016, ore 21:00 CEST | Legio XIII Roma | 6 – 35 (0-0 0-13 0-22 6-0) | Gladiatori Roma | Campo San Francesco |

| Venaria Reale 27 febbraio 2016, ore 21:00 CEST | Blacks Rivoli | 6 – 20 (0-14 0-6 0-0 6-0) | Red Jackets Sarzana | C.S. Don Giacomo Mosso |

| Vedano Olona 28 febbraio 2016, ore 13:30 CEST | Skorpions Varese | 14 – 0 (0-0 0-0 6-0 8-0) | Crusaders Cagliari | C.S. Comunale |

| Catania 28 febbraio 2016, ore 14:00 CEST | Elephants Catania | 36 – 0 (7-0 0-0 13-0 16-0) | Veterans Grosseto | C.S. Benito Paolone |

| Forlì 28 febbraio 2016, ore 14:30 CEST | U.T.A. Forlì-Pesaro | 32 – 0 (7-0 13-0 9-0 3-0) | Storms Pisa | C.S. G. Casadei |

| Resana 28 febbraio 2016, ore 15:00 CEST | Cavaliers Castelfranco Veneto | 35 – 6 (14-0 14-0 0-0 7-6) | Draghi Udine | Stadio Comunale |

#### 2ª giornata
| Modena 5 marzo 2016, ore 18:00 CEST | Vipers Modena | 0 – 62 (0-21 0-21 0-14 0-6) | U.T.A. Forlì-Pesaro | Centro Polisportivo di Saliceta San Giuliano |

| Resana 5 marzo 2016, ore 20:00 CEST | Cavaliers Castelfranco Veneto | 14 – 0 (6-0 2-0 0-0 6-0) | Mastini Verona | Stadio Comunale |

| Trieste 5 marzo 2016, ore 21:00 CEST | Muli Trieste | 0 – 12 (0-0 0-6 0-6 0-0) | Saints Padova | Campo sportivo |

| Vedano Olona 6 marzo 2016, ore 14:30 CEST | Skorpions Varese | 27 – 0 (6-0 15-0 6-0 0-0) | Hammers Monza Brianza | C.S. Comunale |

| Cernusco sul Naviglio 6 marzo 2016, ore 14:30 CEST | Daemons Martesana | 20 – 14 (7-0 7-0 0-0 6-14) | Bengals Brescia | C.S. Gaetano Scirea |

| Sarzana 6 marzo 2016, ore 15:00 CEST | Red Jackets Sarzana | 25 – 43 (13-6 0-12 0-18 12-7) | Hogs Reggio Emilia | C.S. Isoppo |

| San Giuliano Terme 6 marzo 2016, ore 15:00 CEST | Storms Pisa | 21 – 14 (6-0 0-7 15-0 0-7) | Chiefs Ravenna | Stadio Giovanni Bui |

| Roma 6 marzo 2016, ore 15:00 CEST | Gladiatori Roma | 14 – 28 | Barbari Roma Nord | Centro sportivo Fulvio Bernardini |

| Istia d'Ombrone 6 marzo 2016, ore 15:00 CEST | Veterans Grosseto | 36 – 0 | Legio XIII Roma | Veterans Field |

#### 3ª giornata
| Scandiano 12 marzo 2016, ore 18:00 CEST | Hogs Reggio Emilia | 49 – 14 | Blacks Rivoli | Stadio Andrea Torelli |

| Brescia 12 marzo 2016, ore 20:00 CEST | Bengals Brescia | 34 – 8 (6-0 15-0 13-8 0-0) | Red Jackets Sarzana | C.S. Chico Nova |

| Roma 13 marzo 2016, ore 13:00 CEST | Legio XIII Roma | 7 – 50 (7-20 0-22 0-2 0-6) | Elephants Catania | FortyLove Sport Centers |

| Monza 13 marzo 2016, ore 13:30 CEST | Hammers Monza Brianza | 0 – 13 (0-0 0-13 0-0 0-0) | Crusaders Cagliari | C.S. Comunale San Rocco |

| Pesaro 13 marzo 2016, ore 14:30 CEST | U.T.A. Forlì-Pesaro | 33 – 7 (19-0 0-0 0-7 14-0) | Seahawks Bologna | Centro Sportivo |

| Roma 13 marzo 2016, ore 15:00 CEST | Barbari Roma Nord | 51 – 9 (14-0 14-6 6-3 17-0) | Veterans Grosseto | C.S. Gentili |

| Marina di Ravenna 13 marzo 2016, ore 15:15 CEST | Chiefs Ravenna | 35 – 0 (0-0 14-0 0-0 21-0) | Vipers Modena | Campo Comunale |

| Bienate 13 marzo 2016, ore 15:30 CEST | Blue Storms Busto Arsizio | 20 – 0 (0-0 14-0 0-0 6-0) | Skorpions Varese | C.S. Comunale |

| Resana 13 marzo 2016, ore 15:50 CEST | Cavaliers Castelfranco Veneto | 31 – 13 (7-0 12-0 6-0 6-13) | Saints Padova | Stadio Comunale |

#### 4ª giornata
| Bologna 19 marzo 2016, ore 21:00 CEST | Seahawks Bologna | 13 – 0 | Chiefs Ravenna | C.S. Bernardi |

| Catania 20 marzo 2016, ore 14:00 CEST | Elephants Catania | 35 – 42 | Barbari Roma Nord | C.S. Benito Paolone |

| Cernusco sul Naviglio 20 marzo 2016, ore 14:30 CEST | Daemons Martesana | 20 – 22 | Hogs Reggio Emilia | C.S. Gaetano Scirea |

| Pasian di Prato 20 marzo 2016, ore 15:00 CEST | Draghi Udine | 21 – 49 | Cavaliers Castelfranco Veneto | C.S.Degano e Zorzi |

| San Giuliano Terme 20 marzo 2016, ore 15:00 CEST | Storms Pisa | 39 – 7 | Vipers Modena | Stadio Giovanni Bui |

| Istia d'Ombrone 20 marzo 2016, ore 15:00 CEST | Veterans Grosseto | 12 – 21 | Gladiatori Roma | Veterans Field |

#### Recuperi 1
| San Vittore Olona 2 aprile 2016, ore 20:30 CEST | Frogs Legnano | 26 – 36 | Blue Storms Busto Arsizio | C.S. Comunale |

| Trieste 2 aprile 2016, ore 21:00 CEST | Muli Trieste | 14 – 6 | Draghi Udine | Campo Sportivo |

| Bologna 2 aprile 2016, ore 21:00 CEST | Seahawks Bologna | 42 – 2 | Vipers Modena | C.S. Bernardi |

| Sarzana 3 aprile 2016, ore 15:00 CEST | Red Jackets Sarzana | 24 – 25 | Blacks Rivoli | C.S. Isoppo |

| Padova 3 aprile 2016, ore 15:00 CEST | Saints Padova | 19 – 12 | Mastini Verona | Stadio Plebiscito |

#### 5ª giornata
| Brescia 9 aprile 2016, ore 20:00 CEST | Bengals Brescia | 28 – 35 (7-7 15-7 0-7 6-14) | Hogs Reggio Emilia | C.S. Enrico Chico Nova |

| Pescantina 9 aprile 2016, ore 20:30 CEST | Mastini Verona | 40 – 12 | Draghi Udine | C.S. Comunale |

| Marina di Ravenna 9 aprile 2016, ore 20:30 CEST | Chiefs Ravenna | 0 – 47 (0-20 0-7 0-13 0-7) | U.T.A. Forlì-Pesaro | Campo Comunale |

| Bologna 9 aprile 2016, ore 21:00 CEST | Seahawks Bologna | 7 – 8 (7-2 0-6 0-0 0-0) | Storms Pisa | C.S. Bernardi - Via Degli Orti N. 60 |

| San Vittore Olona 10 aprile 2016, ore 14:00 CEST | Frogs Legnano | 34 – 7 (7-0 14-0 7-7 6-0) | Crusaders Cagliari | C.S. G. Malerba |

| Roma 10 aprile 2016, ore 14:30 CEST | Gladiatori Roma | 11 – 18 | Elephants Catania | Centro sportivo Fulvio Bernardini |

| Roma 10 aprile 2016, ore 15:00 CEST | Barbari Roma Nord | 55 – 6 | Legio XIII Roma | C.S. Gentili |

| Cernusco sul Naviglio 10 aprile 2016, ore 15:00 CEST | Daemons Martesana | 17 – 8 | Blacks Rivoli | C.S. Gaetano Scirea |

| Bienate 10 aprile 2016, ore 15:30 CEST | Blue Storms Busto Arsizio | 34 – 0 | Hammers Monza Brianza | Campo Sportivo |

#### Recuperi 2
| Scandiano 16 aprile 2016, ore 18:00 CEST | Hogs Reggio Emilia | 47 – 16 | Daemons Martesana | Stadio Andrea Torelli |

| Resana 16 aprile 2016, ore 20:00 CEST | Cavaliers Castelfranco Veneto | 32 – 8 (0-0 0-5 12-0 20-3) | Muli Trieste | Stadio Comunale |

| Bienate 17 aprile 2016, ore 13:30 CEST | Blue Storms Busto Arsizio | 26 – 7 (6-7 6-0 8-0 6-0) | Crusaders Cagliari | C.S. Comunale |

| Monza 17 aprile 2016, ore 14:30 CEST | Hammers Monza Brianza | 16 – 33 (16-6 0-14 0-6 0-7) | Frogs Legnano | C.S. comunale "San Rocco" |

#### 6ª giornata
| Cagliari 23 aprile 2016, ore 18:00 CEST | Crusaders Cagliari | 12 – 6 (0-0 6-0 0-6 6-0) | Skorpions Varese | C.S. Monte Claro |

| Modena 23 aprile 2016, ore 18:00 CEST | Vipers Modena | 14 – 21 (7-7 0-0 0-7 7-7) | Seahawks Bologna | Polisportiva Saliceta San Giuliano |

| Padova 23 aprile 2016, ore 20:30 CEST | Saints Padova | 26 – 0 (7-0 13-0 6-0 0-0) | Draghi Udine | Stadio Plebiscito |

| Pescantina 23 aprile 2016, ore 20:30 CEST | Mastini Verona | 33 – 37 (14-0 6-21 13-3 0-13) | Muli Trieste | C.S. Comunale |

| Grugliasco 23 aprile 2016, ore 21:00 CEST | Blacks Rivoli | 20 – 22 (0-7 0-6 7-0 13-9) | Bengals Brescia | C.S. CUS Torino |

| Istia d'Ombrone 24 aprile 2016, ore 13:30 CEST | Veterans Grosseto | 0 – 36 (0-14 0-16 0-6 0-0) | Elephants Catania | Veterans Field |

| Cernusco sul Naviglio 24 aprile 2016, ore 15:00 CEST | Daemons Martesana | 30 – 13 | Red Jackets Sarzana | C.S. Gaetano Scirea |

| San Giuliano Terme 24 aprile 2016, ore 15:00 CEST | Storms Pisa | 0 – 41 (0-14 0-14 0-13 0-0) | U.T.A. Forlì-Pesaro | Stadio G. Bui |

| Roma 24 aprile 2016, ore 15:00 CEST | Gladiatori Roma | 43 – 0 (14-0 14-0 7-0 8-0) | Legio XIII Roma | Centro sportivo Fulvio Bernardini |

| San Vittore Olona 24 aprile 2016, ore 15:30 CEST | Frogs Legnano | 24 – 21 (0-7 6-7 6-7 12-0) | Hammers Monza Brianza | C.S. Comunale |

#### 7ª giornata
| Brescia 7 maggio 2016, ore 20:00 CEST | Bengals Brescia | 7 – 17 (7-0 0-7 0-0 0-10) | Daemons Martesana | Centro Sportivo "Enrico Chico Nova" |

| Scandiano 7 maggio 2016, ore 20:00 CEST | Hogs Reggio Emilia | 47 – 12 | Red Jackets Sarzana | Stadio Andrea Torelli |

| Pescantina 7 maggio 2016, ore 20:30 CEST | Mastini Verona | 12 – 45 | Cavaliers Castelfranco Veneto | C.S. Comunale |

| Padova 7 maggio 2016, ore 20:30 CEST | Saints Padova | 41 – 21 (13-0 14-7 14-0 0-14) | Muli Trieste | Stadio Plebiscito |

| Bienate 7 maggio 2016, ore 21:00 CEST | Blue Storms Busto Arsizio | 34 – 14 (7-0 14-14 7-0 6-0) | Frogs Legnano | Campo Sportivo |

| Roma 8 maggio 2016, ore 14:00 CEST | Legio XIII Roma | 0 – 33 | Veterans Grosseto | Campo San Francesco |

| Monza 8 maggio 2016, ore 14:30 CEST | Hammers Monza Brianza | 20 – 19 | Skorpions Varese | Centro Sportivo Comunale San Rocco |

| Marina di Ravenna 8 maggio 2016, ore 15:00 CEST | Chiefs Ravenna | 23 – 14 (0-0 3-14 14-0 6-0) | Storms Pisa | Campo Comunale |

| Roma 8 maggio 2016, ore 15:00 CEST | Barbari Roma Nord | 50 – 0 | Gladiatori Roma | C.S. Gentili |

| Pesaro 8 maggio 2016, ore 15:30 CEST | U.T.A. Forlì-Pesaro | 32 – 6 | Vipers Modena | Campo Sportivo |

#### 8ª giornata
| Modena 14 maggio 2016, ore 20:00 CEST | Vipers Modena | 30 – 34 (0-0 14-20 8-0 8-14) | Chiefs Ravenna | Polisportiva Saliceta San Giuliano |

| Padova 14 maggio 2016, ore 20:30 CEST | Saints Padova | 23 – 6 (6-6 8-0 3-0 6-0) | Cavaliers Castelfranco Veneto | Stadio Plebiscito |

| Grugliasco 14 maggio 2016, ore 21:00 CEST | Blacks Rivoli | 35 – 68 | Hogs Reggio Emilia | C.S. CUS Torino |

| Bologna 14 maggio 2016, ore 21:00 CEST | Seahawks Bologna | 0 – 14 (0-14 0-0 0-0 0-0) | U.T.A. Forlì-Pesaro | C.S. Bernardi |

| Cagliari 15 maggio 2016, ore 13:00 CEST | Crusaders Cagliari | 19 – 17 | Hammers Monza Brianza | C.S. Monte Claro |

| Catania 15 maggio 2016, ore 13:00 CEST | Elephants Catania | 43 – 0 | Legio XIII Roma | C.S. Benito Paolone |

| Istia d'Ombrone 15 maggio 2016, ore 15:00 CEST | Veterans Grosseto | 10 – 49 (10-13 0-7 0-7 0-22) | Barbari Roma Nord | C.S. Veterans Field |

| Vedano Olona 15 maggio 2016, ore 15:00 CEST | Skorpions Varese | 14 – 26 | Blue Storms Busto Arsizio | C.S. Comunale |

| Sarzana 15 maggio 2016, ore 15:00 CEST | Red Jackets Sarzana | 22 – 35 (9-0 0-0 7-22 6-13) | Bengals Brescia | C.S. Isoppo |

| Pasian di Prato 15 maggio 2016, ore 16:00 CEST | Draghi Udine | 20 – 7 (0-0 6-7 7-0 7-0) | Muli Trieste | C.S. Degano e Zorzi |

#### 9ª giornata
| Brescia 21 maggio 2016, ore 20:00 CEST | Bengals Brescia | 28 – 15 (0-0 3-7 13-6 12-2) | Blacks Rivoli | Centro Sportivo "Enrico Chico Nova" |

| Modena 21 maggio 2016, ore 20:00 CEST | Vipers Modena | 16 – 29 (7-7 6-0 0-7 3-15) | Storms Pisa | Polisportiva Saliceta San Giuliano |

| San Vittore Olona 21 maggio 2016, ore 20:30 CEST | Frogs Legnano | 13 – 33 (0-0 13-7 0-9 0-17) | Skorpions Varese | C.S. Comunale |

| Beverino 21 maggio 2016, ore 21:00 CEST | Red Jackets Sarzana | 13 – 15 | Daemons Martesana | C.S. Rino Colombo |

| Trieste 21 maggio 2016, ore 21:00 CEST | Muli Trieste | 16 – 12 (3-0 7-6 6-6 0-0) | Mastini Verona | Campo Sportivo |

| Cagliari 22 maggio 2016, ore 14:00 CEST | Crusaders Cagliari | 6 – 27 | Blue Storms Busto Arsizio | C.S. Monte Claro |

| Roma 22 maggio 2016, ore 14:00 CEST | Barbari Roma Nord | 47 – 34 (7-0 19-14 13-6 8-14) | Elephants Catania | C.S. Gentili |

| Roma 22 maggio 2016, ore 15:00 CEST | Gladiatori Roma | 35 – 2 (14-0 13-0 8-0 0-2) | Veterans Grosseto | Centro sportivo Fulvio Bernardini |

| Pasian di Prato 22 maggio 2016, ore 16:00 CEST | Draghi Udine | 9 – 20 (3-6 0-0 6-7 0-7) | Saints Padova | C.S.Degano e Zorzi |

| Marina di Ravenna 21 maggio 2016, ore 16:30 CEST | Chiefs Ravenna | 0 – 7 | Seahawks Bologna | Campo Comunale |

#### Recuperi 3
| Vedano Olona 24 maggio 2016, ore 21:00 CEST | Skorpions Varese | 28 – 12 (0-6 7-6 14-0 7-0) | Frogs Legnano | C.S. comunale |

#### 10ª giornata
| Scandiano 28 maggio 2016, ore 20:00 CEST | Hogs Reggio Emilia | 61 – 22 (14-8 21-8 6-6 20-0) | Bengals Brescia | Stadio Andrea Torelli |

| San Giuliano Terme 28 maggio 2016, ore 21:00 CEST | Storms Pisa | 30 – 0 | Seahawks Bologna | Stadio G. Bui |

| Trieste 28 maggio 2016, ore 21:00 CEST | Muli Trieste | 0 – 71 (0-37 0-13 0-7 0-14) | Cavaliers Castelfranco Veneto | Campo Sportivo |

| Grugliasco 28 maggio 2016, ore 21:25 CEST | Blacks Rivoli | 19 – 0 (0-0 3-0 0-0 16-0) | Daemons Martesana | C.S. CUS Torino |

| Cagliari 29 maggio 2016, ore 13:00 CEST | Crusaders Cagliari | 34 – 21 | Frogs Legnano | C.S Monte Claro |

| Roma 29 maggio 2016, ore 14:00 CEST | Legio XIII Roma | 0 – 49 (0-14 0-22 0-7 0-6) | Barbari Roma Nord | Campo San Francesco |

| Catania 29 maggio 2016, ore 14:30 CEST | Elephants Catania | 42 – 22 (21-0 7-0 14-8 0-14) | Gladiatori Roma | C.S. Benito Paolone |

| Monza 29 maggio 2016, ore 14:30 CEST | Hammers Monza Brianza | 0 – 19 (0-0 0-7 0-12 0-0) | Blue Storms Busto Arsizio | Centro Sportivo Comunale San Rocco |

| Forlì 29 maggio 2016, ore 16:00 CEST | U.T.A. Forlì-Pesaro | 21 – 13 (0-0 7-0 7-6 7-7) | Chiefs Ravenna | C.S. G.Casadei |

| Pasian di Prato 29 maggio 2016, ore 16:00 CEST | Draghi Udine | 29 – 14 (3-0 6-14 0-0 20-0) | Mastini Verona | C.S.Degano e Zorzi |

### Classifica
La classifica della regular season è la seguente:
- PCT = percentuale di vittorie, G = partite giocate, V = partite vinte, P = partite perse, PF = punti fatti, PS = punti subiti
- La qualificazione ai playoff è indicata in verde

#### Classifica Girone A
| Pos. | Squadra                   | PCT   | G | V | P | PF  | PS  |
| ---- | ------------------------- | ----- | - | - | - | --- | --- |
| 1    | Blue Storms Busto Arsizio | 1.000 | 8 | 8 | 0 | 222 | 67  |
| 2    | Skorpions Varese          | .500  | 8 | 4 | 4 | 141 | 103 |
| 3    | Crusaders Cagliari        | .500  | 8 | 4 | 4 | 98  | 145 |
| 4    | Frogs Legnano             | .375  | 8 | 3 | 5 | 177 | 209 |
| 5    | Hammers Monza Brianza     | .125  | 8 | 1 | 7 | 74  | 188 |

#### Classifica Girone B
| Pos. | Squadra             | PCT   | G | V | P | PF  | PS  |
| ---- | ------------------- | ----- | - | - | - | --- | --- |
| 1    | Hogs Reggio Emilia  | 1.000 | 8 | 8 | 0 | 372 | 172 |
| 2    | Daemons Martesana   | .625  | 8 | 5 | 3 | 135 | 143 |
| 3    | Bengals Brescia     | .500  | 8 | 4 | 4 | 190 | 198 |
| 4    | Blacks Rivoli       | .250  | 8 | 2 | 6 | 142 | 228 |
| 5    | Red Jackets Sarzana | .125  | 8 | 1 | 7 | 137 | 235 |

#### Classifica Girone C
| Pos. | Squadra                       | PCT  | G | V | P | PF  | PS  |
| ---- | ----------------------------- | ---- | - | - | - | --- | --- |
| 1    | Cavaliers Castelfranco Veneto | .875 | 8 | 7 | 1 | 283 | 83  |
| 2    | Saints Padova                 | .875 | 8 | 7 | 1 | 173 | 79  |
| 3    | Muli Trieste                  | .375 | 8 | 3 | 5 | 103 | 227 |
| 4    | Draghi Udine                  | .250 | 8 | 2 | 6 | 103 | 205 |
| 5    | Mastini Verona                | .125 | 8 | 1 | 7 | 123 | 191 |

#### Classifica Girone D
| Pos. | Squadra             | PCT   | G | V | P | PF  | PS  |
| ---- | ------------------- | ----- | - | - | - | --- | --- |
| 1    | U.T.A. Forlì-Pesaro | 1.000 | 8 | 8 | 0 | 282 | 26  |
| 2    | Storms Pisa         | .625  | 8 | 5 | 3 | 141 | 140 |
| 3    | Seahawks Bologna    | .500  | 8 | 4 | 4 | 97  | 101 |
| 4    | Chiefs Ravenna      | .375  | 8 | 3 | 5 | 119 | 153 |
| 5    | Vipers Modena       | .000  | 8 | 0 | 8 | 79  | 294 |

#### Classifica Girone E
| Pos. | Squadra           | PCT   | G | V | P | PF  | PS  |
| ---- | ----------------- | ----- | - | - | - | --- | --- |
| 1    | Barbari Roma Nord | 1.000 | 8 | 8 | 0 | 371 | 108 |
| 2    | Elephants Catania | .750  | 8 | 6 | 2 | 294 | 129 |
| 3    | Gladiatori Roma   | .500  | 8 | 4 | 4 | 181 | 158 |
| 4    | Veterans Grosseto | .250  | 8 | 2 | 6 | 102 | 228 |
| 5    | Legio XIII Roma   | .000  | 8 | 0 | 8 | 19  | 344 |

## Playoff

### Tabellone
|  | Wild Card | Wild Card         | Wild Card |  |   | Quarti di finale          | Quarti di finale              | Quarti di finale |                           |                    | Semifinali          | Semifinali | Semifinali |  |  | IX Final Bowl | IX Final Bowl     | IX Final Bowl |
|  |           |                   |           |  |   |                           |                               |                  |                           |                    |                     |            |            |  |  |               |                   |               |
|  |           |                   |           |  |   | 1                         | Barbari Roma Nord             | 44               |                           |                    |                     |            |            |  |  |               |                   |               |
|  | 8         | Elephants Catania | 49        |  |   | 8                         | Elephants Catania             | 31               |                           |                    |                     |            |            |  |  |               |                   |               |
|  | 8         | Elephants Catania | 49        |  | 1 | 8                         | Elephants Catania             | 31               | Barbari Roma Nord         | 34                 |                     |            |            |  |  |               |                   |               |
|  | 9         | Skorpions Varese  | 12        |  | 1 |                           |                               |                  |                           | 34                 |                     |            |            |  |  |               |                   |               |
|  | 9         | Skorpions Varese  | 12        |  | 4 | Blue Storms Busto Arsizio | 15                            |                  |                           |                    |                     |            |            |  |  |               |                   |               |
|  |           |                   |           |  |   | Blue Storms Busto Arsizio | 15                            | 4                | Blue Storms Busto Arsizio | 38                 |                     |            |            |  |  |               |                   |               |
|  |           |                   |           |  |   |                           |                               | 4                | Blue Storms Busto Arsizio | 38                 |                     |            |            |  |  |               |                   |               |
|  |           |                   |           |  |   | 5                         | Saints Padova                 | 24               |                           |                    |                     |            |            |  |  |               |                   |               |
|  |           |                   |           |  |   |                           |                               |                  |                           |                    |                     |            |            |  |  | 1             | Barbari Roma Nord | 13            |
|  |           |                   |           |  |   |                           |                               | 3                | U.T.A. Forlì-Pesaro       | 23                 |                     |            |            |  |  |               |                   |               |
|  |           |                   |           |  |   | 3                         | U.T.A. Forlì-Pesaro           | 47               |                           |                    |                     |            |            |  |  |               |                   |               |
|  |           |                   |           |  |   | 6                         | Cavaliers Castelfranco Veneto | 22               |                           |                    |                     |            |            |  |  |               |                   |               |
|  |           |                   |           |  |   | 6                         | Cavaliers Castelfranco Veneto | 22               |                           | 3                  | U.T.A. Forlì-Pesaro | 30         |            |  |  |               |                   |               |
|  | 7         | Daemons Martesana | 28        |  |   |                           |                               |                  |                           | 3                  | U.T.A. Forlì-Pesaro | 30         |            |  |  |               |                   |               |
|  | 7         | Daemons Martesana | 28        |  | 2 | Hogs Reggio Emilia        | 17                            |                  |                           |                    |                     |            |            |  |  |               |                   |               |
|  | 10        | Storms Pisa       | 7         |  | 2 | Hogs Reggio Emilia        | 17                            |                  | 2                         | Hogs Reggio Emilia | 49                  |            |            |  |  |               |                   |               |
|  | 10        | Storms Pisa       | 7         |  |   |                           |                               |                  | 2                         | Hogs Reggio Emilia | 49                  |            |            |  |  |               |                   |               |
|  |           |                   |           |  |   | 7                         | Daemons Martesana             | 0                |                           |                    |                     |            |            |  |  |               |                   |               |

### Wild Card
| Mascalucia 11 giugno 2016, ore 18:00 | Elephants Catania | 49 – 12 (14-0 21-6 14-6 0-0) | Skorpions Varese | S.C. Mascalucia |

| Cernusco sul Naviglio 12 giugno 2016, ore 16:00 | Daemons Martesana | 28 – 7 | Storms Pisa | C.S. Gaetano Scirea |

### Quarti di finale
| Busto Arsizio 18 giugno 2016, ore 19:00 | Blue Storms Busto Arsizio | 38 – 24 | Saints Padova | U.S. Borsanese |

| Pesaro 18 giugno 2016, ore 20:00 | U.T.A. Forlì-Pesaro | 47 – 22 (10-7 24-7 10-8 3-0) | Cavaliers Castelfranco Veneto | C.S. Vismara |

| Scandiano 18 giugno 2016, ore 21:00 | Hogs Reggio Emilia | 49 – 0 (14-0 21-0 0-0 14-0) | Daemons Martesana | Stadio Andrea Torelli |

| Roma 19 giugno 2016, ore 14:05 | Barbari Roma Nord | 44 – 31 (10-3 13-7 8-14 13-7) | Elephants Catania | C.S. Gentili |

### Semifinali
| Scandiano 25 giugno 2016, ore 21:15 | Hogs Reggio Emilia | 17 – 30 | U.T.A. Forlì-Pesaro | Stadio Andrea Torelli |

| Roma 26 giugno 2016, ore 14:30 | Barbari Roma Nord | 34 – 15 | Blue Storms Busto Arsizio | C.S. Gentili |

### XXIII Silver Bowl
| Cesena 9 luglio 2016, ore 15:30 | U.T.A. Forlì-Pesaro | 23 – 13 (7-0 7-0 3-0 6-13) | Barbari Roma Nord | Orogel Stadium-Dino Manuzzi |

## Verdetti
- U.T.A. Forlì-Pesaro Vincitori del Silver Bowl 2016